# Пещерная купальня

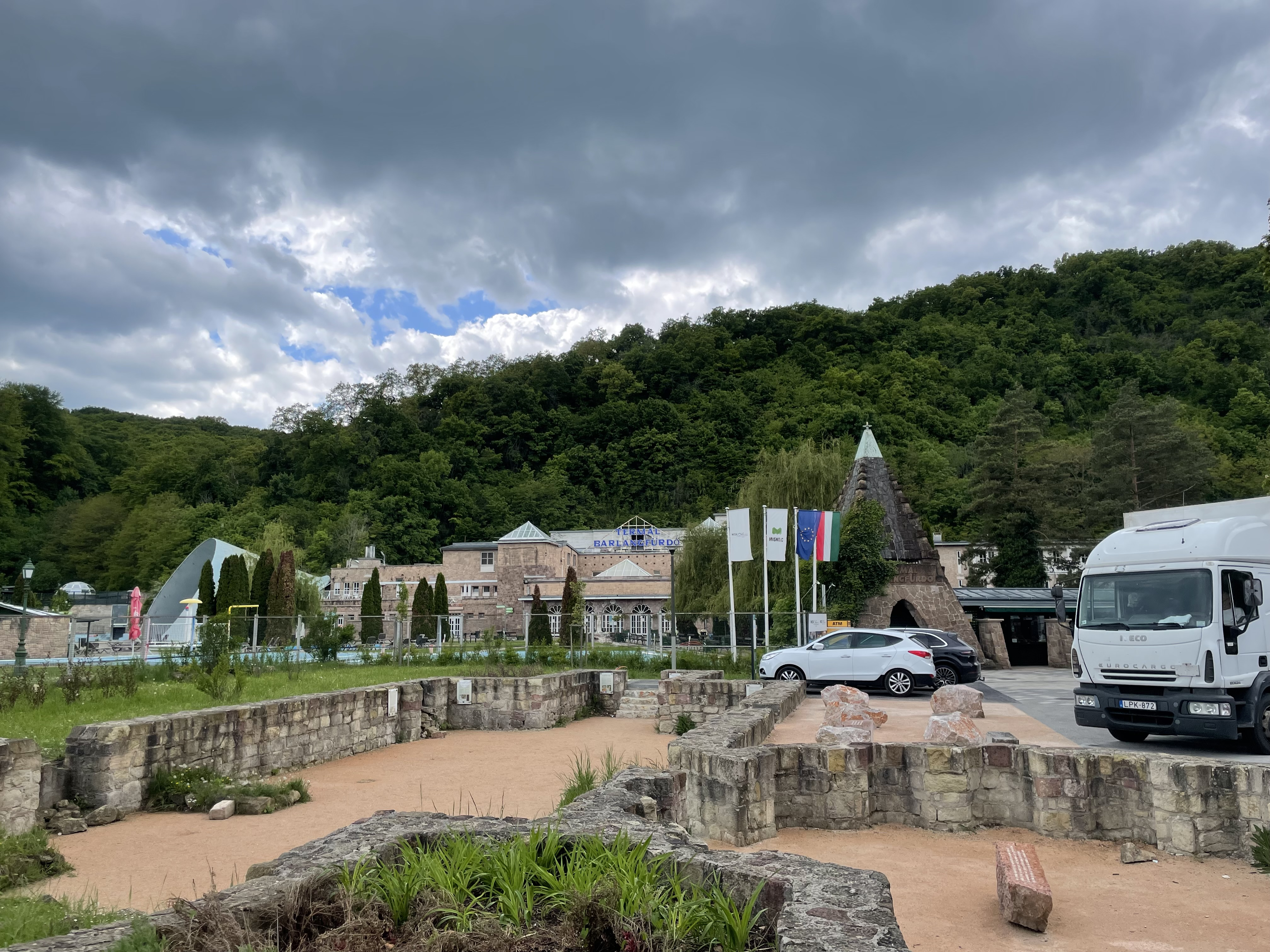
Здание пещерных купален

Пещерная купальня (венг. Barlangfürdő) — термальные ванны в естественной пещере на курорте Мишкольц-Тапольца, который является частью города Мишкольц, Венгрия. Другая схожая пещерная купальня есть только в городе Склене-Теплице, Словакия.
Термальные воды (температура 30 °C), как считается, помогают при болях в суставах. Из-за того, что они имеют достаточно низкое содержание соли, чем большинство термальных вод (около 1000 мг/л), люди могут купаться в ваннах гораздо дольше, практически неограниченное количество времени. Пещерную купальню можно посещать круглый год, кроме января.

## История

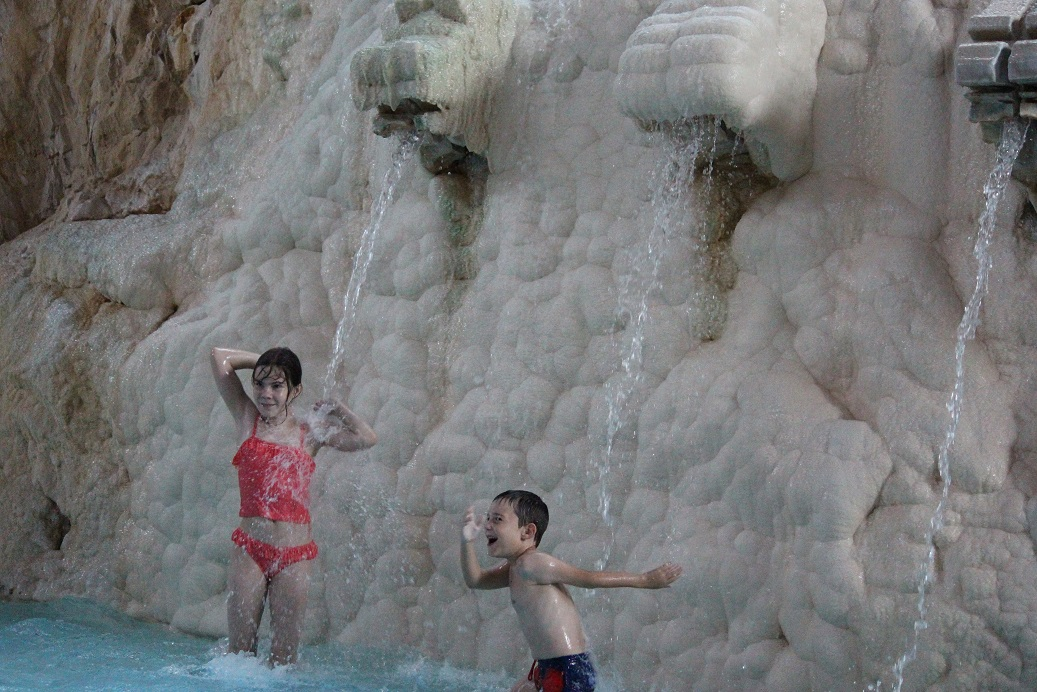
Пещерная купальня внутри

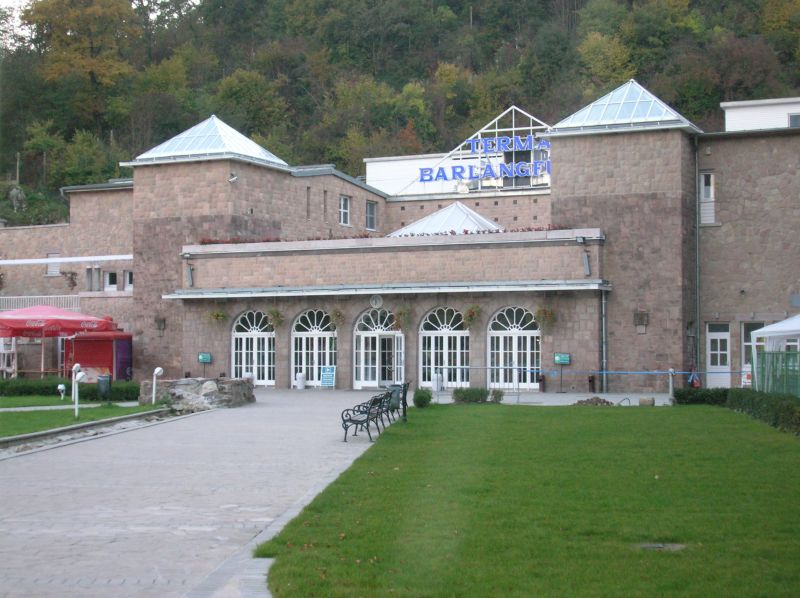
Вход в пещерную купальню

Пещеры и термальные источники были известны еще с древних времен, но Тапольца стал популярным местом для купания только после Османской оккупации Венгрии (16-17 века). В это время территория принадлежала к греческому православному аббатству Гёрёмбёй; развитие Тапольцы как купального места было идеей его настоятеля в 1711 году. Он также привёз врачей из города Каша, (сегодня Кошице, Словакия) изучать благотворное влияние воды. Три бассейна и гостиница были построены в 1723 году. Сама пещера тогда не использовалась, бассейны находились снаружи. Вода была холоднее, чем сейчас, потому что холодные источники Тапольцы (которые теперь играют важную роль в обеспечении города Мишкольц питьевой водой) также были использованы. К середине 18 века, после короткого периода популярности, купальни были заброшены, и в 19 веке здания стояли в руинах.
В 1837 году новый настоятель аббатства Гёрёмбёй восстановил и расширил постройки. Тогда появился первый крытый плавательный бассейн (всё ещё снаружи пещеры), предназначавшийся для состоятельных посетителей.

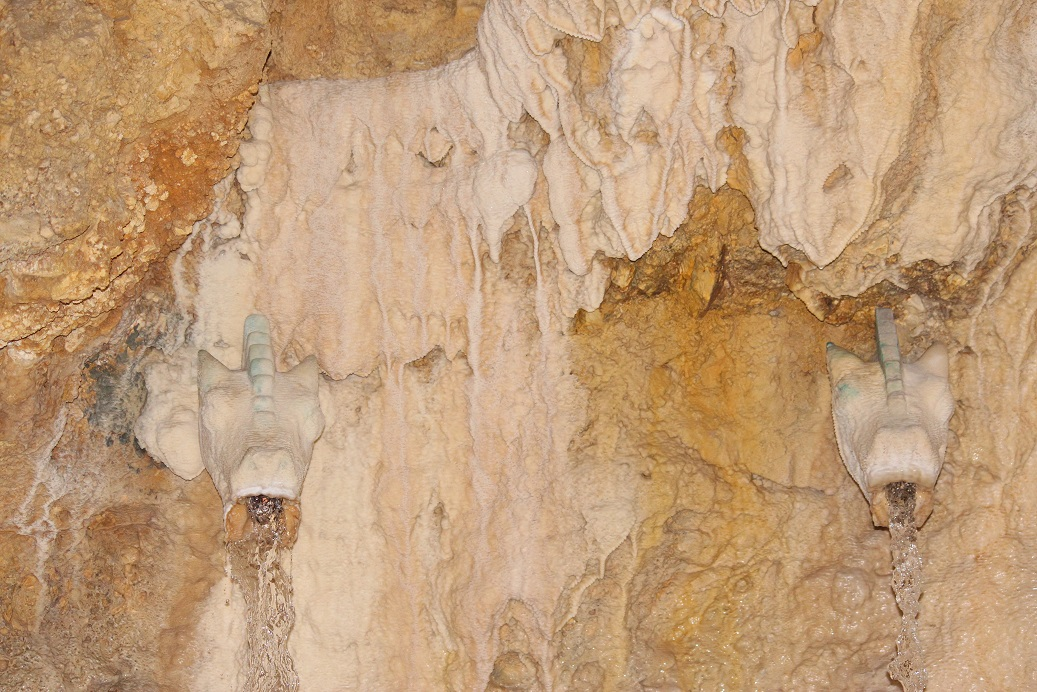
Пещерная купальня внутри

В начале 20-го века, растущий город Мишкольц купил этот участок земли у греческой православной церкви, не только из-за термальных вод, но и из-за источника питьевой воды (которая теперь обеспечивает половину водоснабжения города).
В последующие годы были построены новые общественные бани. В 1934 году Тапольца была официально признана курортным городом. В 1939 году началось строительство нового купального дома. Во время строительства были обнаружены некоторые археологические находки, и новый, ранее неизвестный источник воды, с температурой +31.5°С. Термальная купальня была открыта в 1941 году, а собственно пещерная купальня была открыта только 14 мая 1959 года.
С тех пор купальный комплекс был расширен в несколько раз. Открытый бассейн и характерная крыша в форме раковины перед ним были построены в 1969 году. В 1980-х годах были сооружены новые помещения и новые бассейны с более тёплой водой (34 °C и 36 °C). Последнее расширение купального комплекса было в 1998 году.

## Галерея

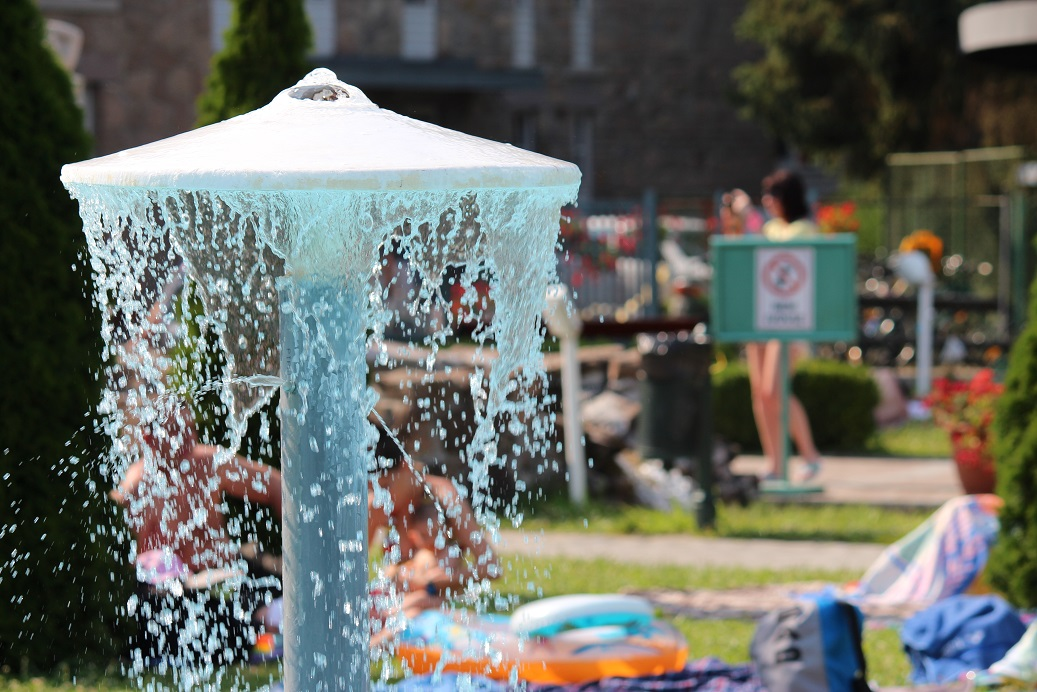
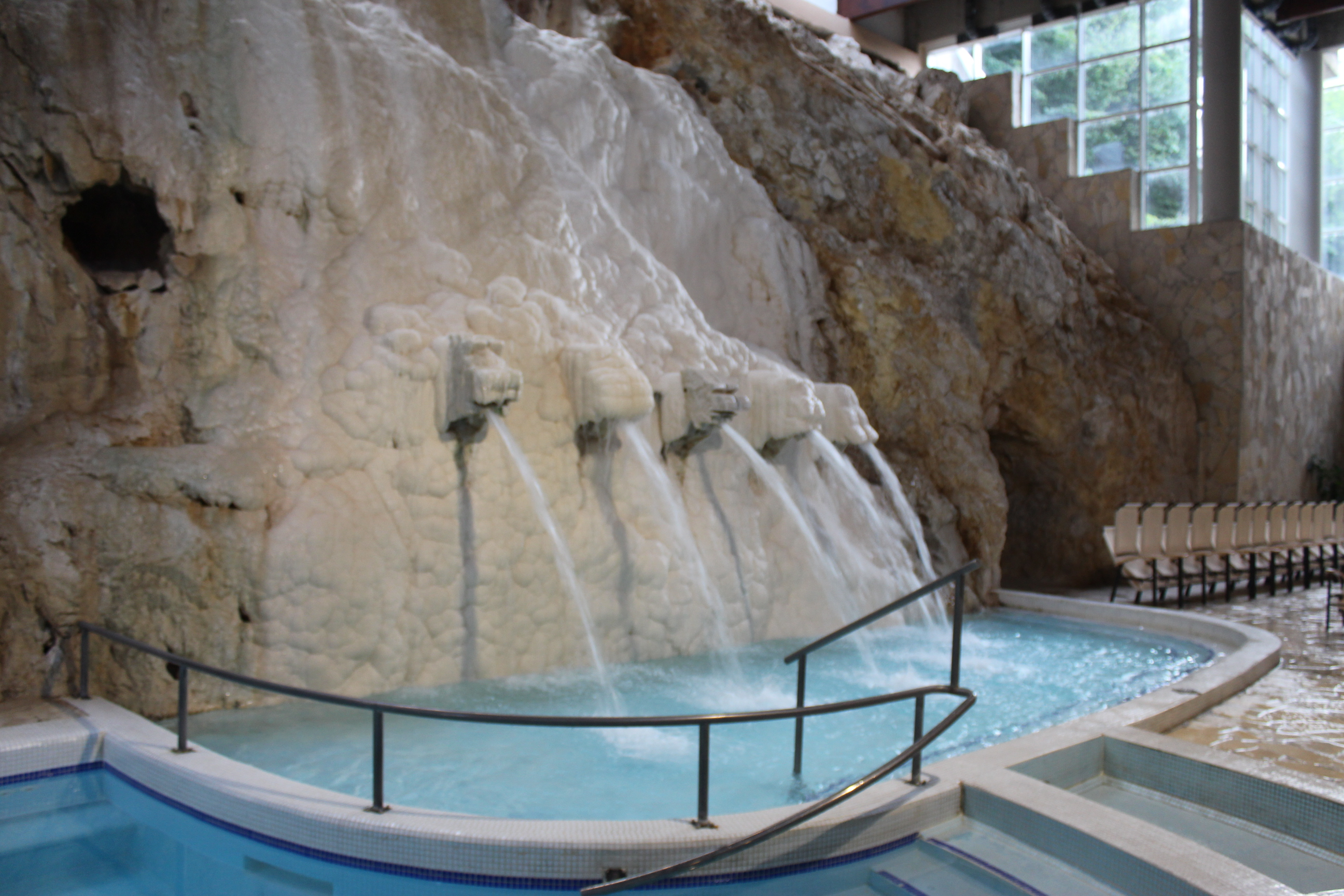
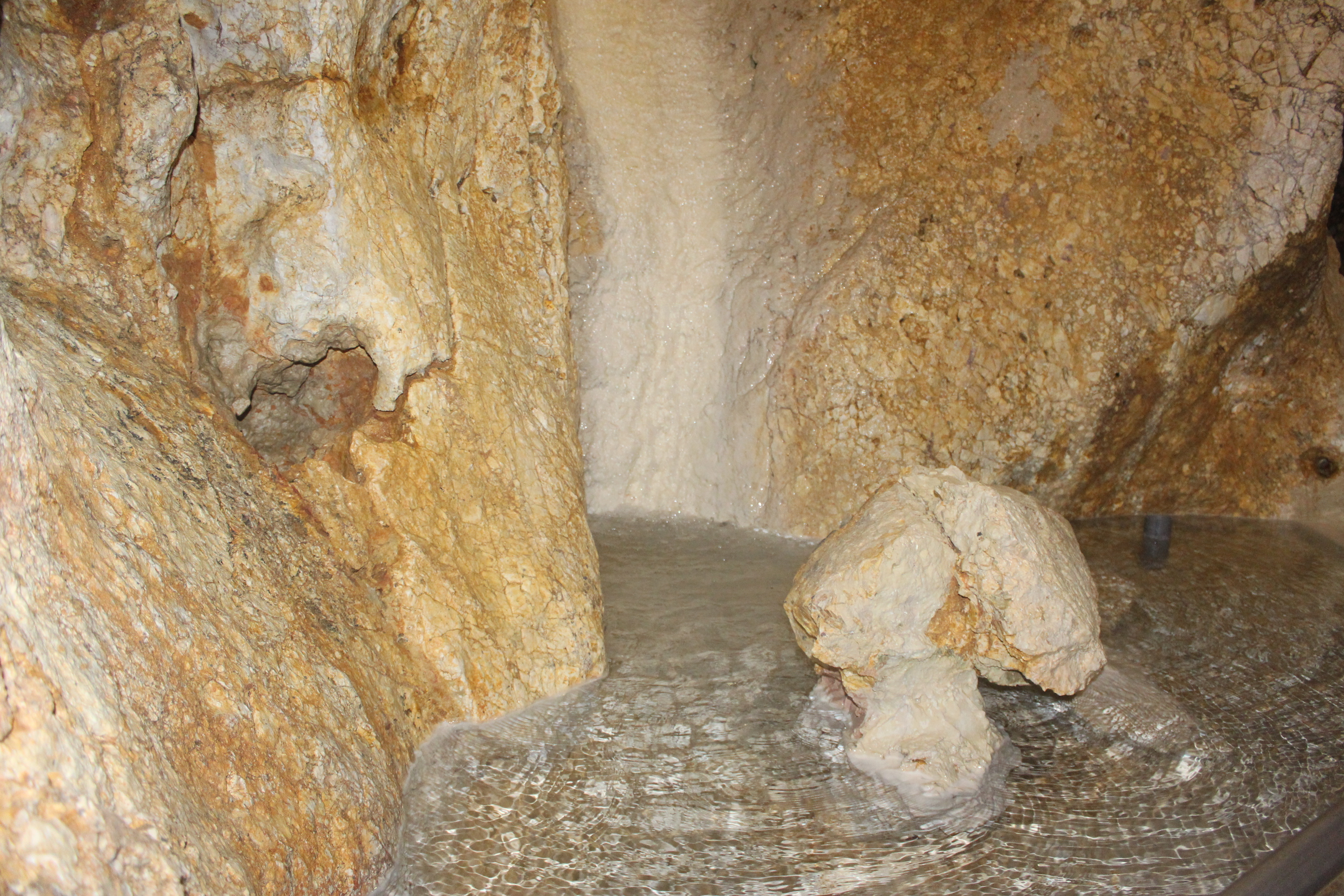
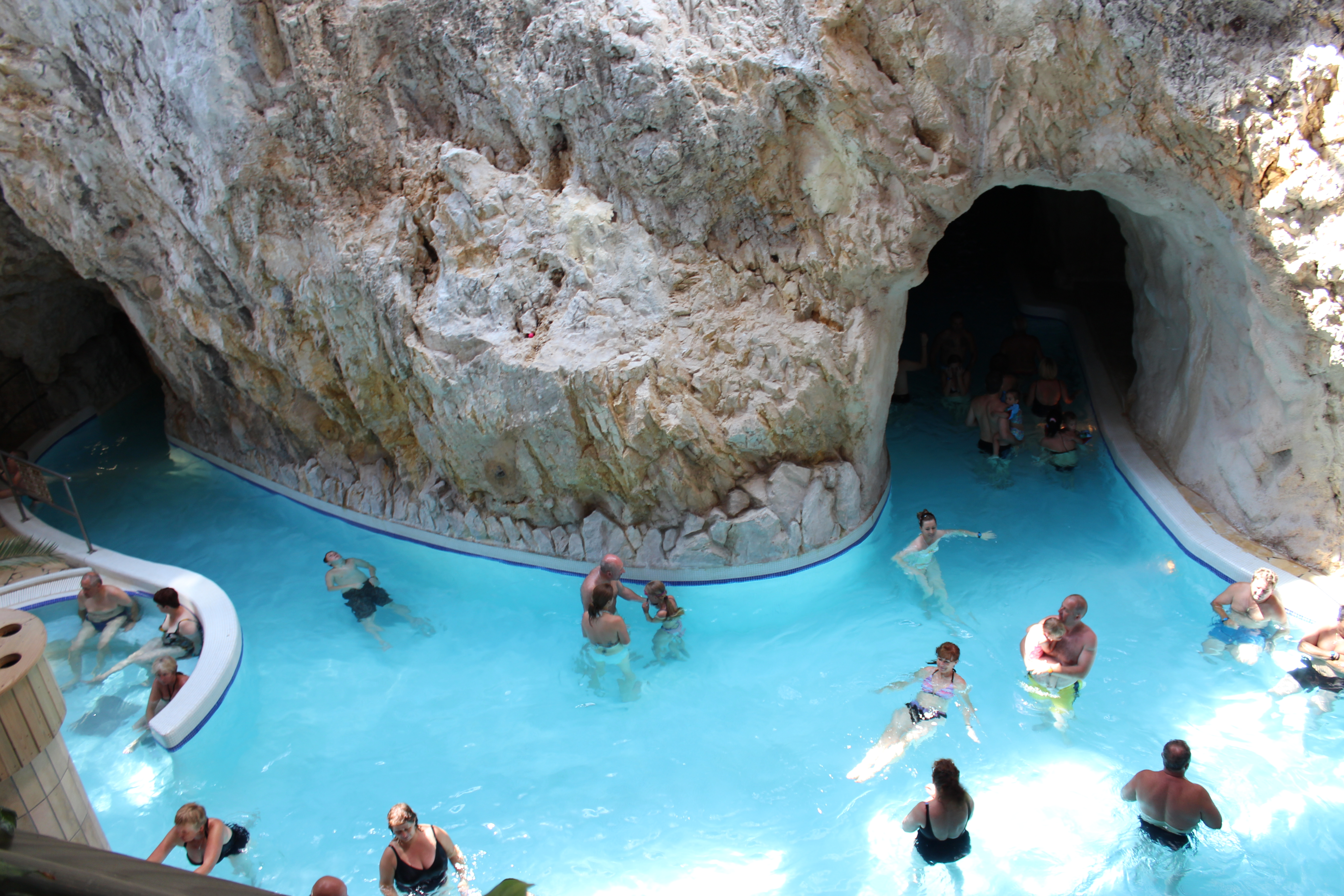
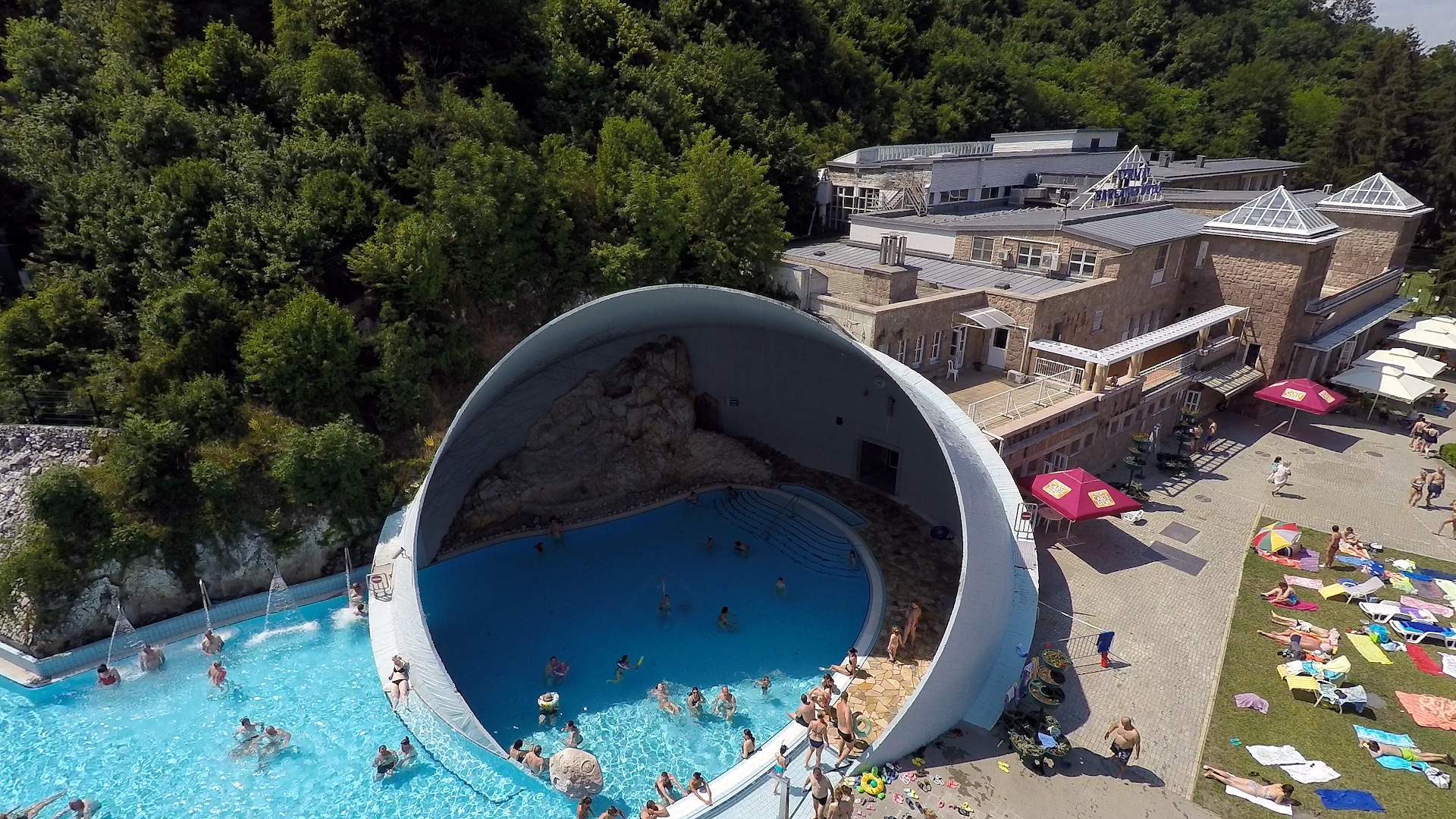